# 云岭啤酒
云岭啤酒（英語：D. G. Yuengling & Son）是美国历史最悠久的酿酒公司，始建于1829年。以产量计算，它是美国几个最大的工艺酿酒厂之一。根据2016年销量，云岭属于美国顶尖的啤酒公司。根据2011年销量，云岭和Samuel Adams啤酒品牌的缔造者波士顿啤酒公司持平，是美国最大的啤酒厂。它的总部位于宾夕法尼亚州波茨维尔。该厂每年产量大约为280万桶，在宾夕法尼亚运营两座工厂，在佛罗里达州坦帕另有一座酿酒厂。
作为一个家族企业，该公司传统上变更所有权的方式是由前任所有者的后代来购买自己的公司。云岭传统拉格啤酒在特拉华谷和南泽西非常流行，以致于在这一地区的一些酒吧只要说要一杯拉格啤酒，上来的就是云岭的啤酒。

## 历史

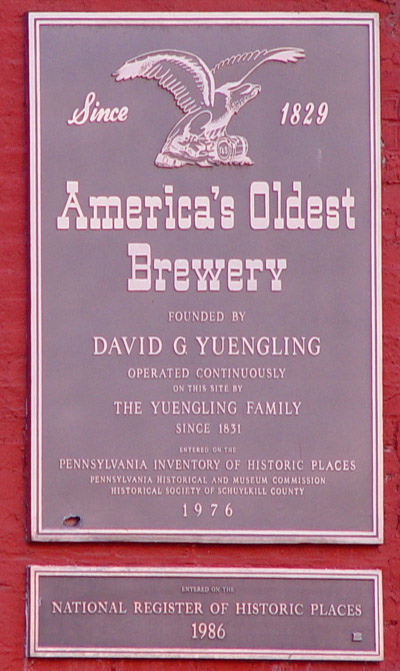
啤酒厂厂房外的牌匾

1828年，德国酿酒师大卫·云岭（1808-1877）从符騰堡王國斯图加特的郊区阿尔丁根移民到美国。他将自己原来的姓氏Jüngling英语化为Yuengling，并于1829年在波茨维尔的中央街开设老鹰啤酒厂（英語：Eagle Brewery）。他最大的儿子David, Jr离开了公司并在弗吉尼亚州里士满的詹姆斯河畔创建了另一间啤酒公司。1831年的一场大火将老鹰啤酒厂的厂房烧毁，迫使公司搬迁到现在的地点。1873年，在弗雷德里克·云岭加入父亲的公司后，老鹰啤酒厂更名为“D. G. Yuengling and Son”。尽管公司的名称变了，但秃头鹰的形象一直留存在公司的徽章上。19世纪末期，在美国的薩拉托加泉、纽约市和加拿大不列颠哥伦比亚省都曾开设酿酒厂，但最终都被并入波茨维尔的工厂。
1899年，在父亲弗雷德里克去世后，弗兰克·D·云岭开始领导这间公司。在禁酒令时期，云岭通过生产“近啤酒”产品（含有0.5%酒精成分的饮料）而生存下来，这些产品包括“Yuengling Special”、“Yuengling Por-Tor”和“Yuengling Juvo”。该公司还运营了一个生产冰淇淋的乳制品厂，又在费城和纽约市各开办舞厅。1933年，当美国的啤酒厂和极度不满的啤酒爱好者最终在与禁制令的斗争中获胜时，云岭推出了象征性的“赢家啤酒”（Winner Beer），以庆祝禁制令废除。与此同时，云岭还用卡车向白宫运送了自家公司生产的流行啤酒，以向罗斯福总统表示感谢。1963年，理查德·L·老云岭和F·多尔曼·云岭在其父亲弗兰克去世后继承了公司。
1976年美国二百周年时，大众对历史的兴趣回升，云岭啤酒的销量也随之增加。1977年卡朋山酿酒厂（英語：Mount Carbon Brewery）停业后，云岭购买了Mount Carbon（巴伐利亚高级啤酒）名称和标志的使用权。起初云岭在卡朋山的厂房酿酒，但厂房最终被废弃。乳制品厂一直营业到1985年。
1985年，理查德·L·小云岭作为第五代总裁接管公司，同一年宾夕法尼亚的酿酒厂被列入美国國家史蹟名錄。在某个未知的日期（公司的网站仅模糊地提及了国家和州的名录），它也被列为宾夕法尼亚历史名胜古迹。在1995年时，“Yuengling”已经是包括啤酒在内的很多商品的注册商标。歷史頻道的American Eats节目曾有一集专门介绍波茨维尔的酿酒厂。
1987年，云岭重新推出了自己几十年没有在酿造的拉格啤酒，以从这段时期大众对较重型啤酒激增的兴趣来获得利润。自此，云岭拉格成为公司的旗舰品牌，并迅速增长到公司80%的产量。1990年，酿酒厂销售量达138,000桶；一年内，公司就将自己介绍为一个“主要的微酿酒厂”，显示全国范围内人们对工艺酿造啤酒重燃的兴趣。在当时，云岭啤酒是全美国最大的波特啤酒酿造厂。
1990年代，宾夕法尼亚、新泽西和特拉华等州对啤酒的需求超出了当时现有酿酒厂的产能。1999年，该公司并购了佛罗里达坦帕的施特罗啤酒公司以增加生产力，同时将原施特罗的员工雇佣到公司并首次与工会合作。2000年，云岭在波茨维尔附近斯古吉爾縣波特卡朋建设了第三家酿酒厂。以波特卡朋、坦帕和原有的波茨维尔的酿酒厂，该公司得以将业务扩展到美国整个东海岸。
2006年，公司员工向工会申请取消公司认证。云岭对此的回应是当年3月不与宾夕法尼亚的当地工会续签合同。而工会则从此开始抵制云岭的产品。
2008年10月27日，云岭开始在佐治亚州销售。后来的业务扩张包括西弗吉尼亚（2009年5月）、俄亥俄（2011年10月）、罗德岛（2014年6月）、康涅狄格（2014年9月）、路易斯安那（2016年8月）、印第安纳（2017年3月）等。2014年3月，在当地餐馆和酒吧流通一段时间后，云岭正式重返马萨诸塞州。
2013年10月26日，云岭的坦帕酿酒厂发生火灾，具体损失不详。
2014年2月，在消失将近30年后，云岭冰激凌重返市场。虽然属于云岭家族运营，但它是酿酒厂之外的另一家公司，这和1935年时的情况一样。
2016年10月，在公司所有人迪克·云岭声明支持唐纳德·特朗普当选新一任美国总统后，啤酒爱好者发起抵制云岭的行动。